# Nephrurus stellatus
Espèce
Statut de conservation UICN

 LC  : Préoccupation mineure
Nephrurus stellatus est une espèce de gecko de la famille des Carphodactylidae.

## Répartition
Cette espèce est endémique d'Australie. Elle se rencontre dans la péninsule d'Eyre en Australie-Méridionale et dans la région d'Yilgarn en Australie-Occidentale.

## Publication originale
- Storr, 1968 : A new knob-tailed gecko from southern Australia. Western Australian Naturalist, vol. 10, p. 180-182.